# Thomas Hartmann-Wendels
Thomas Hartmann-Wendels (* 23. März 1957 in Düsseldorf) ist ein deutscher Wirtschaftswissenschaftler.
Hartmann-Wendels studierte an der Universität zu Köln Betriebswirtschaftslehre und arbeitete am Seminar für Finanzierungslehre unter Herbert Hax. Mit einer Dissertation über „Dividendenpolitik bei asymmetrischer Informationsverteilung“ wurde er 1985 promoviert; 1990 habilitierte er sich, ebenfalls in Köln mit einer Habilitationsschrift zur „Rechnungslegung der Unternehmen und Kapitalmarkt aus informationsökonomischer Sicht“. Im selben Jahr folgte er einem Ruf an die RWTH Aachen.
1998 kehrte Hartmann-Wendels nach Köln zurück, wo er seitdem das Seminar für Allgemeine Betriebswirtschaftslehre und Bankbetriebslehre sowie das Forschungsinstitut für Leasing leitet. Er ist dort außerdem Geschäftsführender Direktor des Instituts für Bankwirtschaft und Bankrecht und Mitherausgeber der Zeitschrift für Bankrecht und Bankwirtschaft.